# Albert Minski
Albert Minski, né le 12 janvier 1928 dans le 12e arrondissement de Paris et mort le 2 avril 2000 à Clichy, est un acteur français et une figure du show business, patron d'une célèbre boîte de nuit parisienne, le King Club

## Biographie
Albert Minski apparaît en 1968 pour la première fois au cinéma dans le film de Marcel Camus Vivre la nuit, puis dans La Femme infidèle avec Stéphane Audran et Michel Bouquet. Il retrouve Robert Hossein sur de nombreux tournages, d'abord en 1969 dans Maldonne, puis en 1970 avec Sergio Gobbi sur Le Temps des loups et également La Part des lions en 1971.
En 1982, il tient le rôle principal dans Vent de sable réalisé par Mohammed Lakhdar-Hamina.
En 1991, il apparait dans le téléfilm "Des cadavres à la pelle" aux côtés de Jean Lefebvre et Philippe Khorsand.

## Filmographie

### Cinéma
- 1968 : Vivre la nuit, de Marcel Camus
- 1969 : La Femme infidèle, de Claude Chabrol - le patron du King Club
- 1969 : Maldonne, de Sergio Gobbi
- 1970 : Un été sauvage, de Marcel Camus
- 1970 : Le Temps des loups, de Sergio Gobbi - Albert
- 1970 : Les Libertines, de Pierre Chenal – Lucas
- 1970 : Point de chute, de Robert Hossein – Eddy
- 1971 : La Part des lions, de Jean Larriaga – Jacques
- 1972 : Les Intrus, de Sergio Gobbi – Albert / Hood
- 1973 : La dynamite est bonne à boire, de Aldo Sambrell – Capataz
- 1982 : Vent de sable, de Mohammed Lakhdar-Hamina